# Magnèsia del Meandre
Magnèsia del Meandre (Magnesia ad Maeandrum, Μαγνησία) fou una ciutat de Jònia a les estivacions de les muntanyes Thorax, a la vora del riu Letaeus (Leteos) afluent del Meandre. És la moderna Inek-bazar, prop de Guzel-hissar, on encara hi ha les ruïnes del temple d'Artemisa Leucofriene. Era a uns 22 km de Milet. Era una ciutat dels eolis que segons la tradició havia estat fundada per la gent de Magnèsia a Tessàlia juntament amb alguns cretencs. Vers el 726 aC fou destruïda pels cimmeris però fou reconstruïda pels milesis, tot i que Ateneu diu que foren els efesis un any després. Fou sotmesa a Lídia en època indeterminada i després (546 aC) a Pèrsia. Va participar en la Revolta Jònica el 499 aC. Tucídides la va elegir com a lloc d'exili. Els sàtrapes de Lídia la van utilitzar com a segona residència. El territori era molt fèrtil i produïa vi, figues i cogombres. La ciutat tenia un temple de Dindimene, mare dels déus de la que la dona de Temístocles o la filla en fou sacerdotessa, temple que després fou traslladat segons Estrabó. És mencionada a la Política d'Aristòtil. La ciutat es va declarar per Alexandre el Gran, i després va estar en possessió d'Antígon el borni fins al 301 aC. Va passar als selèucides sota els que va romandre exceptuant una efímera dominació egípcia vers 272 a 258 aC. El 188 aC amb la pau d'Apamea va passar a dependre del Regne de Pèrgam. El 133 aC el regne va passar a la República de Roma. Estrabó esmenta el suposat trasllat de la ciutat que devia ser al segle ii aC però cap més autor en fa referència. A la nova ciutat suposadament es va construir un temple nou d'estil jònic dedicat a Artemisa Leucofriene que fou dissenyat per l'arquitecte Hermògenes. La ciutat va perdre importància però és esmentada pels autors clàssics. Hierocles diu que fou un dels bisbats de l'Àsia Menor i sembla que per un temps dugué el nom de Meandròpolis (Maeandropolis) i sota aquest nom el seu bisbe va ser al Concili de Constantinoble.